# Complice

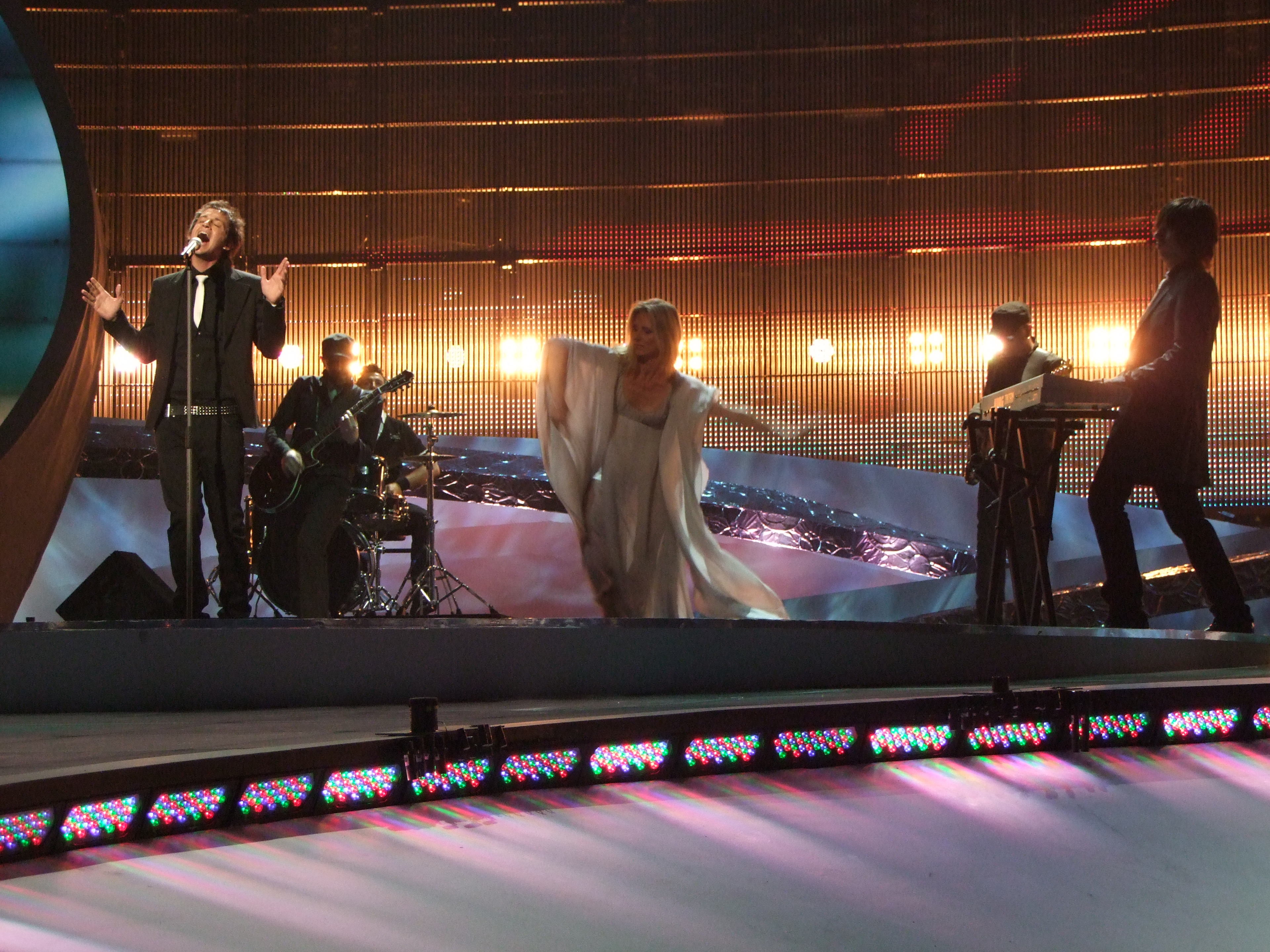
Framförandet av låten

Complice  är en italiensk sång av popgruppen Miodio från San Marino. 
Gruppen valdes att representera landet i Eurovision Song Contest, i Eurovision Song Contest 2008 i Belgrad. 50 bidrag tävlade om att få representera San Marino i det årets Eurovision. sången vann efter att ha fått högsta poäng av 7 medlemmar av expertjuryn som var utsedda av San Marino RTV, den Sanmarinesiska TV-kanalen. Låten skrevs av två av deras medlemmar Nicola Della Valle och Francesco Sancisi. De övriga medlemmarna i Miodio är Alessandro Gobbi, Paolo Macina och Polly Pollice.